# Summertime (película de 2012)
Summertime es una de las películas enmarcadas dentro del conocido como cine low cost o cine de bajo presupuesto, producciones extremadamente modestas en cuanto a presupuesto y casi siempre producidas de forma privada y sin ayudas oficiales. Un cine nacido como respuesta a la dificultad de muchos cineastas para crear dentro de los parámetros de la industria y que es posible gracias al cada vez más reducido coste que supone el cine digital.
Dirigida por Norberto Ramos del Val y escrita por Pablo Vázquez y Ricardo López Toledo, Summertime establece un claro juego entre géneros cinematográficos y entre ficción y realidad a partir de una premisa pretendidamente absurda: dos parapsicólogas en bikini dentro de una casa.

## Sinopsis
Vicky y Sonia son dos jóvenes parapsicólogas encargadas de investigar el secreto de un chalet donde murieron varias personas. Tras su primera noche en la casa se darán cuenta de que las cosas no son como imaginaban… Son incluso mejores.

## Reparto
- Alba Messa – Vicky
- Ana Rujas – Sonia
- Daniel Rovalher – Fabio
- Ion Arretxe – Noel Barretto
- Alba García – Presentadora
- Manuela Velasco – Manuela
- Ángela Boj – Maquilladora